# Crematogaster angulosa
Crematogaster angulosa är en myrart som beskrevs av Andre 1896. Crematogaster angulosa ingår i släktet Crematogaster och familjen myror. Inga underarter finns listade i Catalogue of Life.